# Palacio Señorial de los Condes de Via-Manuel

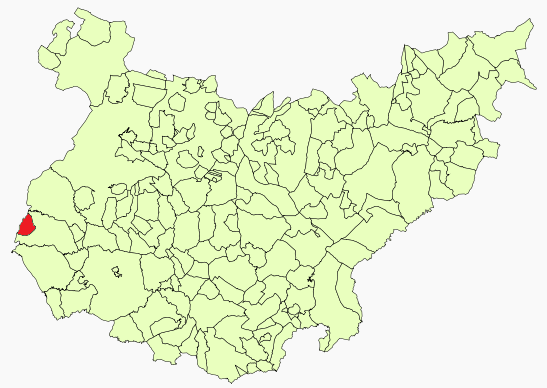
Localización del palacio en la provincia de Badajoz.

El Palacio Señorial de los Condes de Via-Manuel es una edificación que se diseñó con la doble función de vivienda y elemento defensivo. Está muy cercano a la frontera portuguesa y al embalse de Alqueva, que alimenta el río Guadiana. Está situado en el pueblo de Cheles, municipio  español situado a unos cincuenta km de Badajoz, capital de la provincia del mismo nombre, en la Comunidad Autónoma de Extremadura, y a doce km de Olivenza.

## Historia
Se inició la construcción a finales del siglo XVII cuando el Señor Manuel llega a la población de Cheles cuando se finalizó la Guerra de Restauración portuguesa librada entre España y Portugal mediante el acuerdo llamado por ambas naciones mediante el  Tratado de Lisboa en 1668. Al llegar Manuel a Cheles se encontró con su palacio destruido. Los hermanos Francisco y Critóbal Manuel de Villena aportaron la cantidad de 30 000 ducados para la restauración pero, esta vez, dentro de la población y muy cerca de la iglesia.

## La edificación
Se pueden identificar dos fases en la edificación del palacio bien diferenciadas: La primera es la que inició el Señor de Via-Manuel. Esta partes, la más antigua, consiste la parte comprendida por la torre del homenaje y un trozo de lienzo de muralla que llega un arco de entrada con una longitud que, en su época, en unas 42 varas. Estas edificaciones que, tienen unos gruesos muros, consta de plantas baja y alta con una separación mediante  arcos de medio punto y  bóvedas de cañón. La zona que se conserva se destinaba a caballerizas y bodegas.